# Dolomedes
Dolomedes er en slægt af store edderkopper fra familien rovedderkopper (Pisauridae). Blandt arterne findes stor rovedderkop (Dolomedes fimbriatus), som regnes for en af de største edderkopper i Danmark.